# Dodekany
Dodekany, Dodekanésy či Dodekanské ostrovy („Dvanáctiostroví“; řecky Δωδεκάνησα, Dodekánisa, turecky Onikiada), je skupina řeckých ostrovů v Egejském moři náležejících do tzv. Jižních Sporad mezi ostrovy Pátmos a Rhodos, Kássos, Astypalaia a Kastellórizo. Leží jihozápadně od tureckého pobřeží.

## Správní členění
Od 1. ledna 2011 existují místo prefektury Dodekany 4 regionální jednotky v rámci kraje Jižní Egeis:
| Regionální jednotka | řecky                         | Rozl. (km²) | Obyv.   | Hust.  | hlavní město |
| ------------------- | ----------------------------- | ----------- | ------- | ------ | ------------ |
| Kalymnos            | Περιφερειακή Ενότητα Καλύμνου | 420,0       | 29 452  | 70,12  | Kalymnos     |
| Karpathos           | Περιφερειακή Ενότητα Καρπάθου | 394,2       | 7 310   | 18,54  | Karpathos    |
| Kós                 | Περιφερειακή Ενότητα Κω       | 337,3       | 34 396  | 101,97 | Kós          |
| Rhodos              | Περιφερειακή Ενότητα Ρόδου    | 1 584,3     | 119 830 | 75,64  | Rhodos       |

## Ostrovy

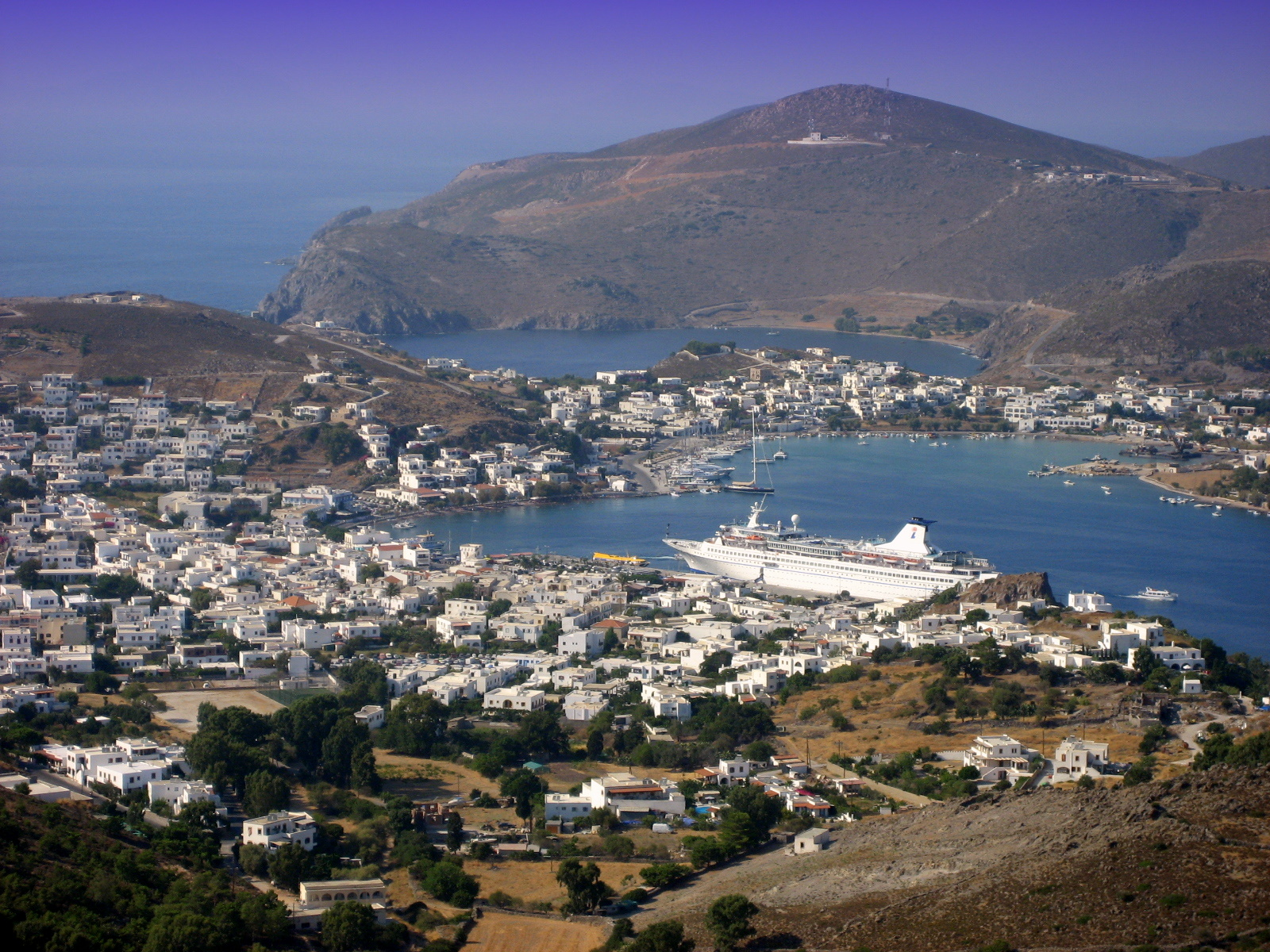
Ostrov Pátmos

Souostroví zahrnuje bezmála 100 ostrovů, 19 z nich je trvale obydlených. Největší, nejlidnatější a historicky nejvýznamnější z nich je Rhodos. Další dva s největším historickým významem jsou Kós a Patmos. Zbývajících devět, které tvoří dvanáctku, podle níž nese souostroví jméno, jsou Agathonisi, Astypalaia, Kalymnos, Karpathos, Kasos, Leipsoi, Leros, Nisyros, Symi, Tilos a Kastellorizo. Další větší ostrovy tvořící řetězec jsou Alimia, Arkoi, Chalki, Farmakonisi, Gyali, Kinaros, Levitha, Marathos, Nimos, Pserimos, Saria, Strongyli, Syrna a Telendos.

## Dějiny
Dodekany jsou po celé své dějiny pevně spjaty s řeckým kulturním okruhem. Postupně náležely k Římské říši a Byzantské říši. Od 13. století byly jednotlivé ostrovy předmětem zájmu Benátek, Janova a Maltézského řádu. Roku 1522 byly obsazeny Osmanskou říší a v jejím držení zůstaly až do roku 1912, kdy po italsko-turecké válce připadly Itálii. Itálie si je podržela pod názvem Italské egejské ostrovy až do roku 1943, kdy byly obsazeny Německem. V roce 1945 ostrovy ovládlo britské vojsko a roku 1947 byly formálně připojeny k Řecku.